# شهرستان بردیوژسکی
شهرستان بردیوژسکی (به لاتین: Berdyuzhsky District) یک شهرستان در روسیه است که در استان تیومن واقع شده‌است.